# La fiera di Montana
La fiera di Montana (Montana State Fair) è un cortometraggio muto del 1914. Il nome del regista non viene riportato nei credit del film, un documentario di un centinaio di metri prodotto dalla Vitagraph.

## Produzione
Il film fu prodotto dalla Vitagraph Company of America.

## Distribuzione
Distribuito dalla General Film Company, il film - un cortometraggio di cento metri - uscì nelle sale cinematografiche statunitensi l'8 gennaio 1914. Nelle proiezioni, veniva programmato con il sistema dello split reel, accorpato in un'unica bobina con un altro cortometraggio prodotto dalla Vitagraph, Their Interest in Common.